# 1984년 하계 패럴림픽
1984년 하계 패럴림픽(영어: 1984 Summer Paralympics, VII Paralympic Games)은 원래 미국 로스앤젤레스에서 열리는 1984년 하계 올림픽에 앞서 미국 뉴욕에서 열리기로 되어 있었지만, 미국의 사정으로 인하여 분산 개최하게 되었다.
뉴욕 대회에서는 패럴림픽 역사상 최초로 국제 올림픽 위원회의 승인을 받아서 오륜기가 게양되었으며, 성화 역시 1984년 하계 올림픽의 성화에서 채화함으로써 올림픽과의 일치감을 형성하게 되었다. 한편, 스토크맨더빌 대회에서는 각 국가의 재정 지원과 자체 모금을 통해 스토크맨더빌 스포츠 센터에서 치러졌다.

## 참가국
1984년 하계 패럴림픽에 참가한 국가는 총 54개국이다. 바레인, 중국, 동독, 페로 제도, 요르단, 리히텐슈타인, 파푸아뉴기니, 태국, 트리니다드 토바고, 베네수엘라 10개국이 처음으로 하계 패럴림픽에 참가하였다.
| - 아르헨티나 - 오스트레일리아 - 오스트리아 - 바하마 - 바레인 - 벨기에 - 브라질 - 버마 - 캐나다 - 중국 - 덴마크 - 동독 - 에콰도르 - 이집트 - 페로 제도 - 핀란드 - 프랑스 - 영국 (개최국) | - 그리스 - 과테말라 - 홍콩 - 헝가리 - 아이슬란드 - 인도 - 인도네시아 - 아일랜드 - 이스라엘 - 이탈리아 - 자메이카 - 일본 - 요르단 - 케냐 - 쿠웨이트 - 리히텐슈타인 - 룩셈부르크 - 몰타 | - 멕시코 - 네덜란드 - 뉴질랜드 - 노르웨이 - 파푸아뉴기니 - 폴란드 - 포르투갈 - 대한민국 - 스페인 - 스웨덴 - 스위스 - 태국 - 트리니다드 토바고 - 미국 (개최국) - 베네수엘라 - 서독 - 유고슬라비아 - 짐바브웨 |

## 개최 종목
- 골볼
- 농구
- 레슬링
- 론볼
- 배구
- 보치아
- 사격
- 사이클
- 수영
- 스누커
- 승마
- 양궁
- 역도
- 육상
- 축구
- 탁구
- 펜싱
- 파워리프팅

## 메달 집계
| 순위 | 국가           | 금메달 | 은메달 | 동메달 | 합계 |
| ---- | -------------- | ------ | ------ | ------ | ---- |
| 1    | 미국           | 136    | 131    | 129    | 396  |
| 2    | 영국           | 107    | 112    | 112    | 331  |
| 3    | 캐나다         | 87     | 82     | 69     | 238  |
| 4    | 스웨덴         | 80     | 43     | 34     | 157  |
| 5    | 서독           | 79     | 76     | 74     | 229  |
| 6    | 프랑스         | 71     | 69     | 45     | 185  |
| 7    | 네덜란드       | 55     | 51     | 28     | 134  |
| 8    | 오스트레일리아 | 49     | 54     | 51     | 154  |
| 9    | 폴란드         | 46     | 39     | 21     | 106  |
| 10   | 덴마크         | 30     | 13     | 16     | 59   |

| 하계 패럴림픽 |                                             |           |
| 이전 대회     | 1984년 하계 패럴림픽 뉴욕-스토크맨더빌 1984 | 다음 대회 |
| 아른험 1980   | 1984년 하계 패럴림픽 뉴욕-스토크맨더빌 1984 | 서울 1988 |

## 같이 보기
- 1984년 하계 올림픽
- 1984년 동계 올림픽
- 1984년 동계 패럴림픽